# Fårkammaren
Fårkammaren är ett naturreservat i Sorsele kommun i Västerbottens län.
Området är naturskyddat sedan 1978 och är 2 hektar stort. Reservatet omfattar ett överhäng på klippvägg på en sydsida och utgör ett sydväxtberg med speciellt goda förutsättningar för växtlighet.